# Romuald Niparko
Romuald Niparko (ur. 5 października 1940 w Michnowiczach, zm. 8 maja 2018 w Poznaniu) – polski duchowny katolicki, protonotariusz apostolski, teolog, profesor nauk teologicznych, profesor nadzwyczajny Wydziału Teologicznego Uniwersytetu im. Adama Mickiewicza w Poznaniu, specjalista w zakresie pedagogiki religii.

## Życiorys
Urodził się na terenie diecezji pińskiej. W 1945 zamieszkał z rodzicami w miejscowości Mochy. W latach 1957–1963 studiował w Arcybiskupim Seminarium Duchownym w Poznaniu. W 1963 otrzymał święcenia kapłańskie z rąk abp. Antoniego Baraniaka. Następnie był wikariuszem w Dobrzycy.
W latach 1965–1968 odbył studia specjalistyczne z katechetyki na Wydziale Teologii Katolickiego Uniwersytetu Lubelskiego.  W 1977 w KUL uzyskał stopień doktora teologii na podstawie rozprawy pt. „Katecheza dorosłych w świetle nauki Soboru Watykańskiego II i współczesnej literatury katechetycznej”. W latach 1978–1979 odbył studia specjalistyczne w Institut International de Catéchèse et Pastorale „Lumen Vitae” w Brukseli. W 1992 otrzymał stopień naukowy doktora habilitowanego, a w 2002 został profesorem nauk teologicznych.
W latach 1968–1980 był członkiem redakcji „Encyklopedii Katolickiej” w zespole merytoryczno-leksykograficznym w dziale teologii pastoralnej. Od 1969 do 1980 był nauczycielem akademickim Instytutu Teologii Pastoralnej Wydziału Teologii Katolickiego Uniwersytetu Lubelskiego. W 1980 przeszedł do pracy w Papieskim Wydziale Teologicznym w Poznaniu i był tam zatrudniony do 1998, kiedy instytucja ta została przekształcona w Wydział Teologiczny UAM. W UAM był zatrudniony do przejścia na emeryturę w 2010. W Wydziale Teologicznym UAM zajmował stanowisko profesora nadzwyczajnego, prodziekana do spraw studenckich (1999–2002) i kierownika Zakładu Pedagogiki Chrześcijańskiej i Dialogu (2002–2011). Od 1991 wykładał także teologię pastoralną w Wyższym Seminarium Duchownym Ojców Franciszkanów we Wronkach.
Pełnił szereg funkcji w Kurii Metropolitalnej w Poznaniu. W latach 1980–1990 był referentem i wizytatorem nauki religii w Archidiecezji Poznańskiej, a w latach 1996–2001 wikariuszem biskupim ds. katechizacji i dyrektorem Wydziału Katechetycznego.
Papież Jan Paweł II mianował go prałatem honorowym Jego Świątobliwości
W 2001 „był jednym z nielicznych duchownych w Poznaniu, którzy mieli odwagę bronić molestowanych kleryków przed abp. Juliuszem Paetzem”.
Należał do Poznańskiego Towarzystwa Przyjaciół Nauk.
Zmarł 8 maja 2018 w Poznaniu. 12 maja tego samego roku został pochowany na cmentarzu parafialnym parafii pw. św. Andrzeja Apostoła w Poznaniu-Spławiu.